# Public Enemy No. 1
Singles de Megadeth
Sudden Death
(2010) Whose Life (Is It Anyways?)
(2011)
Public Enemy No. 1 est une chanson du groupe Megadeth parue en tant que premier single extrait de l'album TH1RT3EN. La chanson fut écrite et composée par Dave Mustaine et John Karkazis. Le single fut publié le 13 septembre 2011, le jour du 50e anniversaire de Dave Mustaine. Un clip vidéo fut également tourné pour le single le 17 septembre 2011 à Santa Clarita.
Public Enemy No. 1 fut à plusieurs reprises nommé dont les Loudwire Music Awards dans la catégorie « Metal Song of the Year », pour la 54e cérémonie des Grammy Awards dans la catégorie « Best Hard Rock/Heavy Metal Performance » ou encore pour les German Metal Hammer Awards dans la catégorie « Metal Anthem ».
Le 31 octobre 2011, pour Halloween, Megadeth interpréta Public Enemy No. 1 lors de l'émission Jimmy Kimmel Live! avec chaque membre déguisé: Dave Mustaine en Frankenstein, David Ellefson en loup-garou, Chris Broderick en fantôme de l'opéra et Shawn Drover en Dracula.

## Composition du groupe
- Dave Mustaine - chants, guitare rythmique & solo.
- David Ellefson - basse.
- Chris Broderick - guitare solo.
- Shawn Drover - batterie.